# Kufe

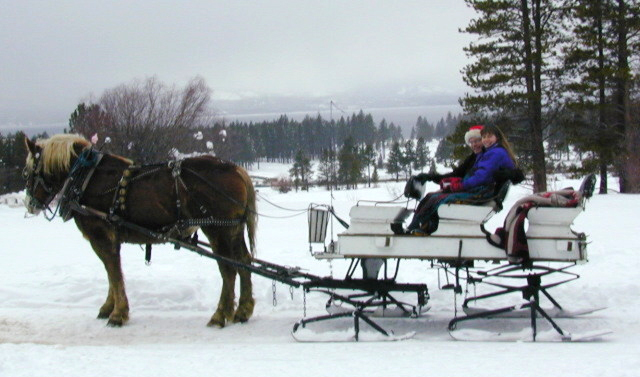
Pferdeschlitten mit vier Kufen, paarweise mit Blattfedern montiert, das vordere Paar durch die Deichsel gelenkt

Eine Kufe ist ein längliches Bauelement an einem Fortbewegungsmittel oder Fahrzeug für dessen Kontakt mit dem Untergrund. Kufen haben eine gerade glatte Unterfläche und eine kennzeichnende Krümmung ihres vorderen Endes. Sie sind über ein tragendes Gestell mit dem Aufbau der Konstruktion verbunden, nehmen das Gewicht im Wesentlichen oder ganz auf und sorgen für besseren Stand und Transport, indem sie das Einsinken verringern und das Spurhalten erleichtern.

## Ursprung und Bauweise

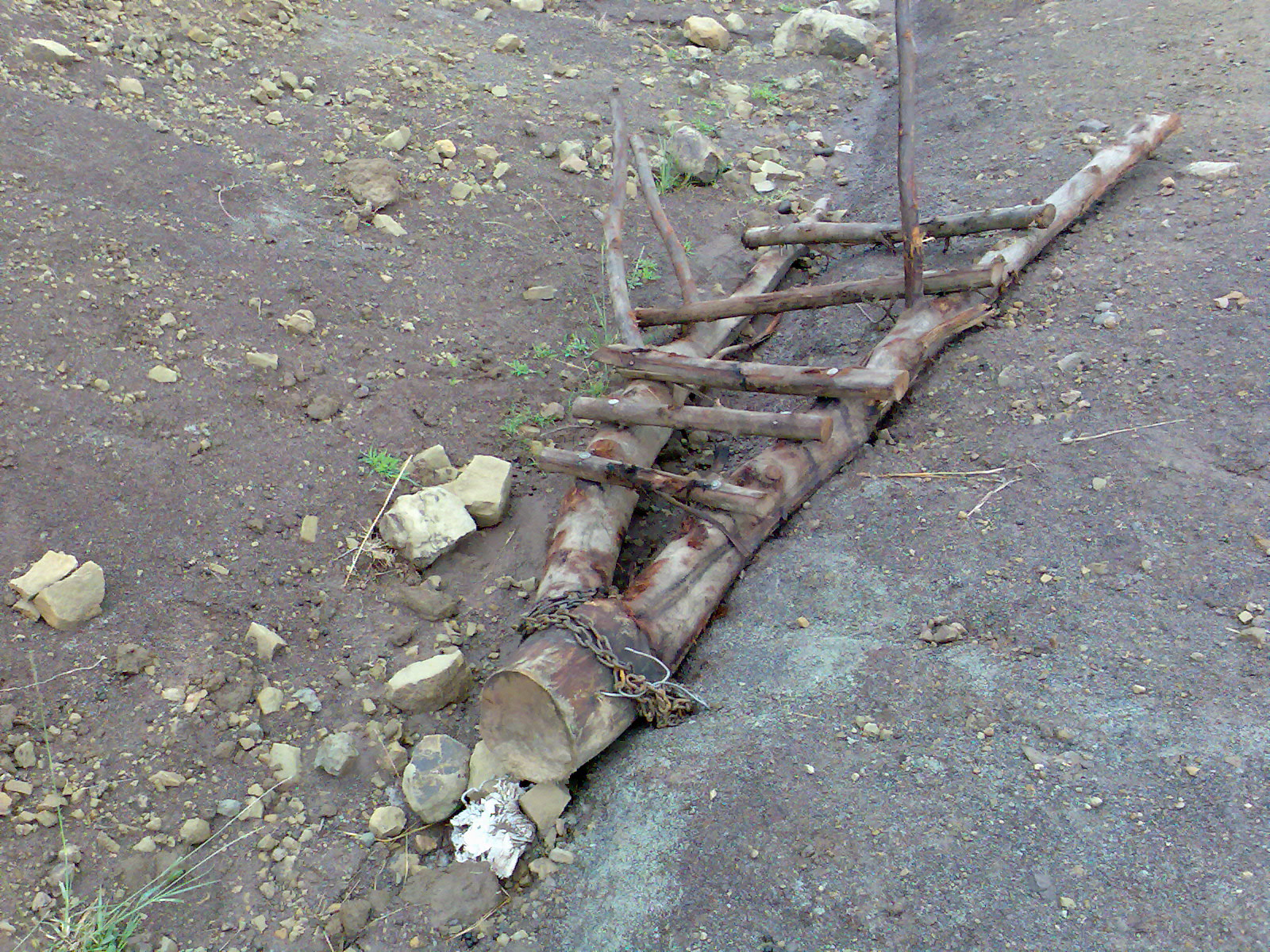
Ein grober Schleifschlitten ohne Kufen, der von Ochsen gezogen wird (Südafrika). Beim Anspannen werden die Hölzer im Winkel angestellt, sodass die Enden schleifen.

Die Kufe ist vom ursprünglichen Konzept her nicht mehr als ein längeres Holz (Brett oder Balken) mit aufwärts gekrümmtem vorderem Ende. Die Bezeichnung Kufe steht in Beziehung zur Gefäßbezeichnung Kufe und damit zur Küferei, der für die Fassbinderei charakteristischen Herstellung von gekrümmten Dauben.
Die Kufe kann als Weiterentwicklung einer einfachen Schleppplattform, der Schleife, verstanden werden. Die Verwandtschaft des Wortes Kufe mit altnordisch kjalki (dänisch kjelke, schwedisch kälke) in der Bedeutung ‚Kiefer, Kinnbacken‘ weist zunächst auf einen Formbezug. Möglich erscheint auch die Hernahme von Walkieferknochen für das Schleppen auf Schnee und Eis, ähnlich den frühen Schlittschuhen aus Knochen. Die Konstruktionen historischer Schlitten zeigen die Plattform der Schleife auf die Kufen aufgebockt. Im Vergleich zur Schleife sorgt die Kufe für bessere Führung (Spur), macht das Transportmittel leichter kontrollierbar, verringert den Kraftaufwand und erlaubt auch eine schnellere Fortbewegung.
Es gibt unterschiedliche Abwandlungen des Grundkonzepts, von einer federnden breiten Gleitfläche für weiche Schneeformen und Schlämme, analog dem Ski oder dem Toboggan, über einen rundlichen Gleitstab, der auf schluffigen oder sandigem Untergrund Verwendung findet, bis hin zu einer scharfkantigen Gleitschneide auf blankem Eis, wie beim Schlittschuh oder dem Rennbob und Skeleton.
Konstruktionsgeschichtlich wird die Kufe ähnlich dem Rad weiterentwickelt. Sie zeigt als abgewickelter Radkranz einen ähnlichen Aufbau mit Streben statt Speichen und Ähnlichkeiten hinsichtlich Bauvorgang und Materialien, z B. einen Eisenbeschlag analog zum Radreifen. Heute gibt es viele unterschiedliche Varianten nach Material (Holz, Metalle, Kunststoffe) und Bewehrung (meist Metallbeschlag) sowie zahlreiche spezialisierte Bauformen in Länge, Breite und Profil. Auch die Verwendung nach Art des Fahrzeuges und der Anzahl von Kufen ist verschieden.
Einige wenige Kufen sind lenkbar, z. B. bei historischen doppelgestelligen schweren Holzziehschlitten oder modernen Schneemobilen. Der zweikufige Ziehschlitten ist durch Verbiegen der beiden lang ausgezogenen Kufenbögen eingeschränkt lenkbar, ebenso der daraus hervorgegangene Rennrodel.

## Funktion und Verwendung
Kufen dienen zum Rutschen, zum Gleiten, zum Aufsetzen oder zum Wippen. Sie finden vor allem Verwendung bei Transportmitteln (Fahrzeuge und Sportgeräte). Die häufigste Verwendung von Kufen ist die Fortbewegung an Land oder im Wasser.

### Fortbewegung
Kufen, die zur Fortbewegung verwendet werden, bewirken durch ihre prinzipiell geringe Breite gegenüber der größeren Länge eine spurgebende Führung. Die Holme sind wie bei einer Skispitze nach vorne hochgebogen. Damit werden unter anderem kleinere Unebenheiten von der Kufe ausgeglichen. Es dient auch der Sicherheit, da es sonst zu einem abrupten Stopp oder zu einem Sturz kommen würde (dieses Prinzip wenden auch Kettenfahrzeuge an). Für die Fortbewegung an Land dienen sie, wenn Räder nicht eingesetzt werden können. Dies trifft bei einem weichen Untergrund, wie z. B. Schnee, oder glatten Flächen, wie z. B. Eis, aber auch Sand, zu.
Kufen, die der Fortbewegung dienen, liegen idealerweise plan auf dem Untergrund auf und sind meist paarförmig sowie parallel angeordnet. Je länger eine Kufe ist, umso mehr Unebenheiten des Untergrundes werden ausgeglichen. Kufen sind an fast jedem Schlittschuh und Schlitten (Lastenträger oder Sportgerät) vorhanden. Manche Schlittschuhe haben am schrägen Ende der Kufe ein gezacktes Endteil, mit dem die Fahrt verzögert (abgebremst) werden kann. Beim Eissurfen werden die Kufen unter dem Brett zum Surfen verwendet.
Zylindrisch geformte Staubsauger der 1960er Jahre standen auf Kufen aus verchromtem Stahlrohr mit runden Bakelit-Endkappen.
Auch Rennbobs, Rennrodel und Skeletons haben Kufen, letztere sogar mit per Schrauben einstellbarem Längsprofil (hier auch Sprung genannt). Material, Form und Behandlung der Kufen vor der Fahrt sind streng reglementiert. Ebenfalls Akias, Schlitten und die einfachsten Ski-Doos vorne zum Lenken.

### Transportmittel (Fahrzeuge)

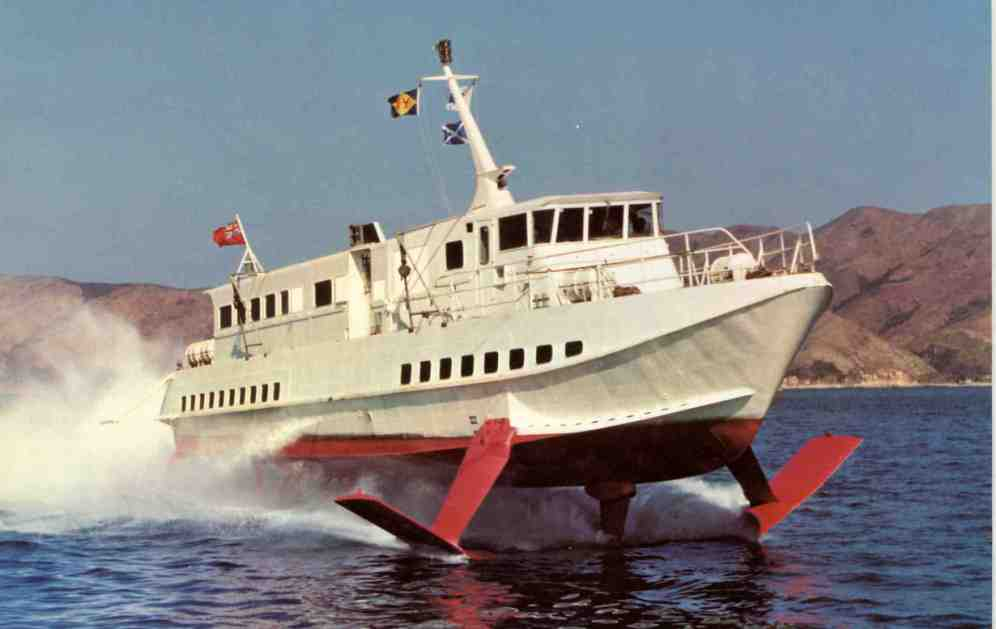
Tragflächenboot mit V-förmigen Kufen

Kufen sind ein wesentliches Element an der Landfahrzeugart der Kufenfahrzeuge.
Auf Tragflügelbooten gibt es mindestens zwei Kufen, Tragflächen genannt, die sich unter dem Bug befinden. Hier werden stählerne Kufen verbaut, die dem anströmenden Wasser standhalten. Mit ihrem spitzen Anstellwinkel zur Fahrtrichtung entfalten sie die beabsichtigte Wirkung erst bei schnellerer Fahrt und heben das Fahrzeug in Gleitfahrt an. Dabei wird das Boot bis etwa zu einem Drittel aus dem Wasser gehoben und erfährt auch eine Änderung seiner Lage in Längsachse. Da somit ein Teil des Unterwasserschiffes kein Wasser mehr verdrängen muss, wird Energie gespart beziehungsweise eine flotte Fahrt möglich. Schneemobile bestehen dagegen aus einer Kombination von Kufen vorn und einem raupenähnlichen Kettenantrieb hinten.
Skier haben selbst keine Kufen, doch können sie in Kombination mit einem Aufbau eine Element von Kufenfahrzeugen sein; manche dieser Konstruktionen haben vorne einen lenkbaren und hinten zwei starre Skier sowie einen Sitz für Fahrende. Der besseren Spurhaltung dient eine rillenartige Vertiefung auf den hinteren drei Vierteln der Gleitfläche, bei Skiern zum Schispringen sogar mehrere, so ähnlich wie spurende Kufen wirken. Fahren auf Skibobs kann als 3-kufiges Skifahren angesehen, ebenso wie das Fahren auf einem Monoski mit Stützstöcken, deren Enden mit kurzen Skikufen versehen sind.

### Luftfahrzeuge
Flächenflugzeuge, die auf Schnee aufsetzen, starten und landen können sollen, werden häufig mit Skikufen ausgerüstet.
Einige Hubschrauber haben unter dem Rumpf zwei parallele, längs verlaufende und sich meist über die gesamte Fahrzeuglänge erstreckende Kufen zur Landung. Diese Kufen, die mehrere Bauarten haben, werden Landevorrichtung genannt. So kann auf weichem Untergrund, etwa Sand, aufgesetzt werden ohne ein Versinken.
Gelegentlich sieht man auch Ultraleichtflugzeuge mit Kufen. Wegen der Veränderung von Flugeigenschaften benötigen solche zusätzlichen Bauteile eine Genehmigung des Herstellers bzw. Musterbetreuers.

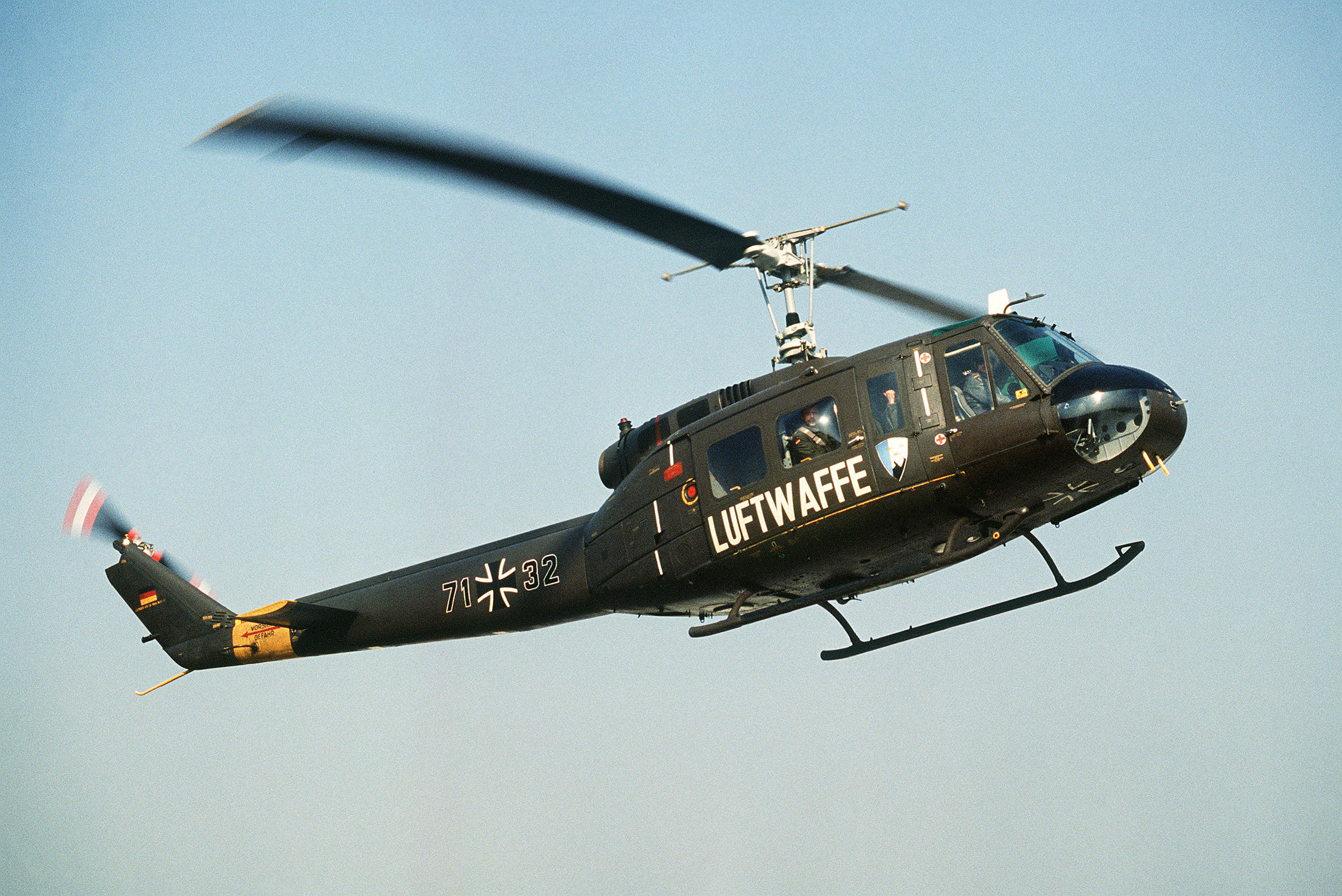
Bell UH-1 mit Aufsetzkufen
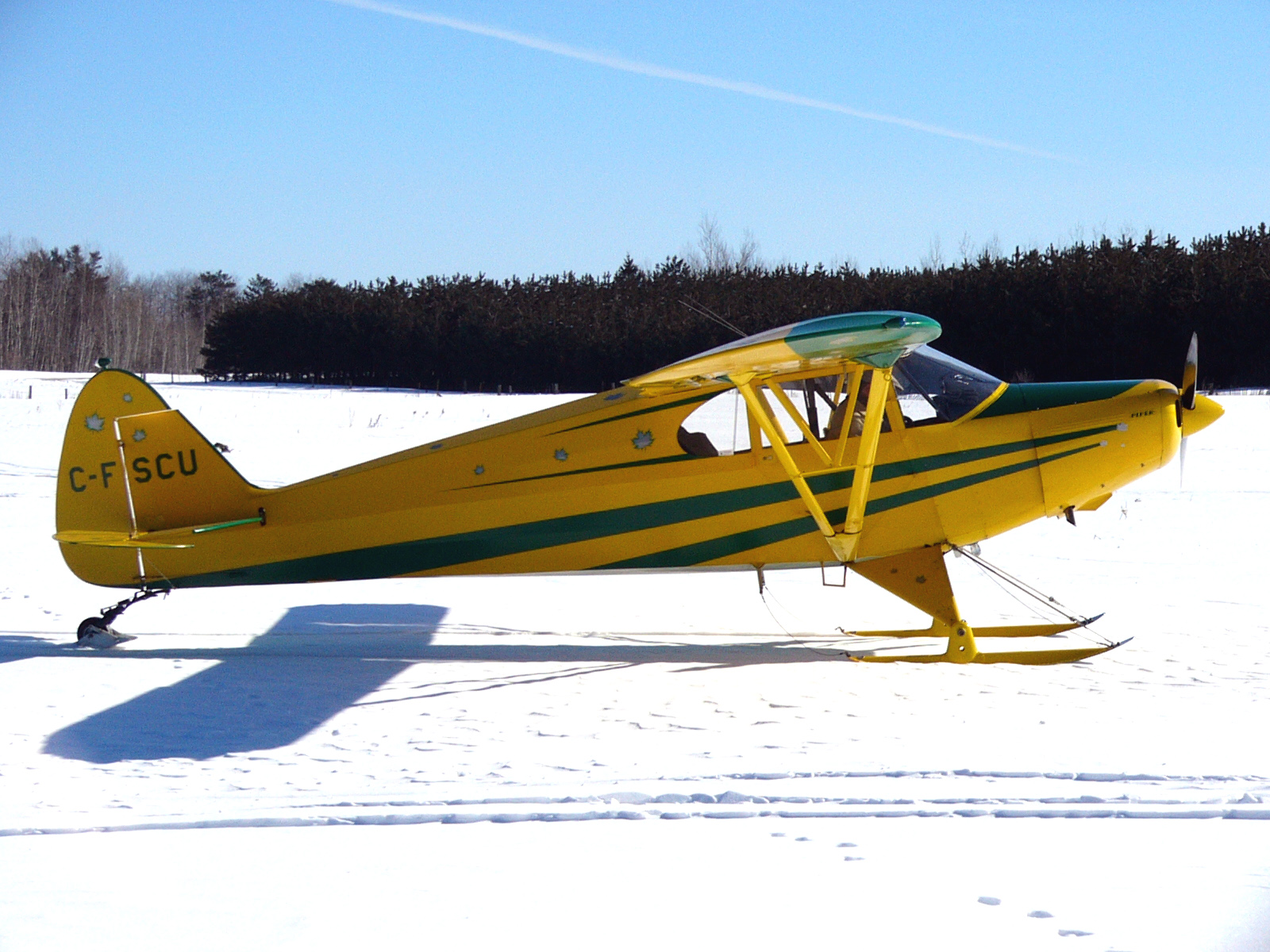
Piper PA-12 mit Skikufen
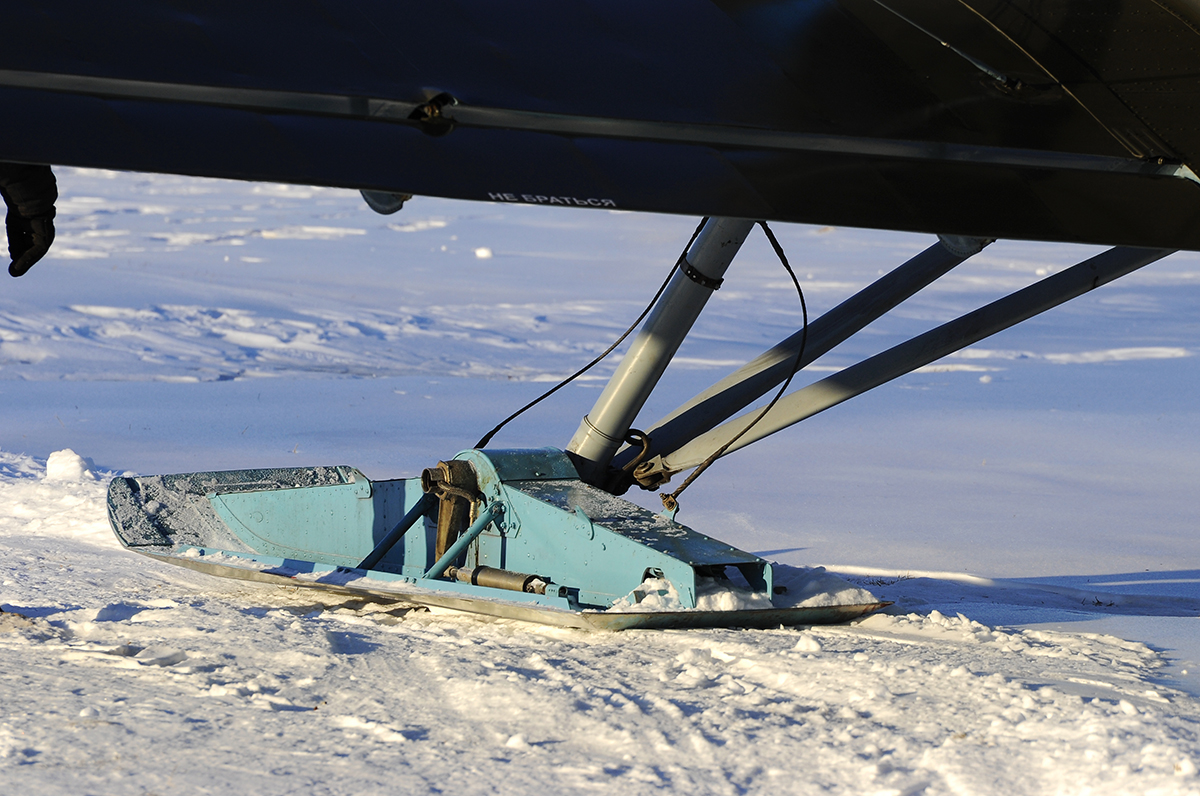
Antonow An-2 mit Fahrwerkskufen
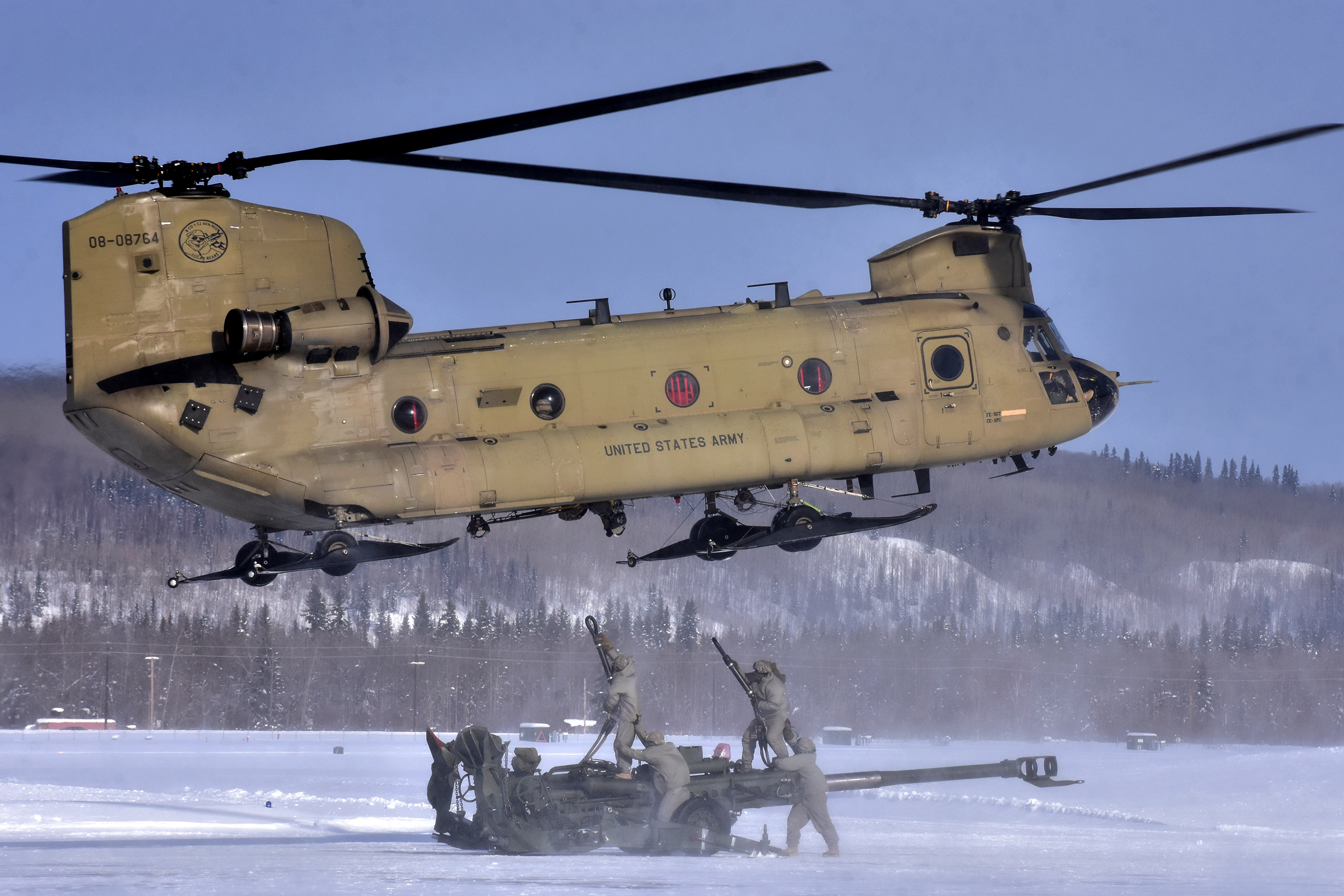
Boeing-Vertol CH-47 mit Skikufen
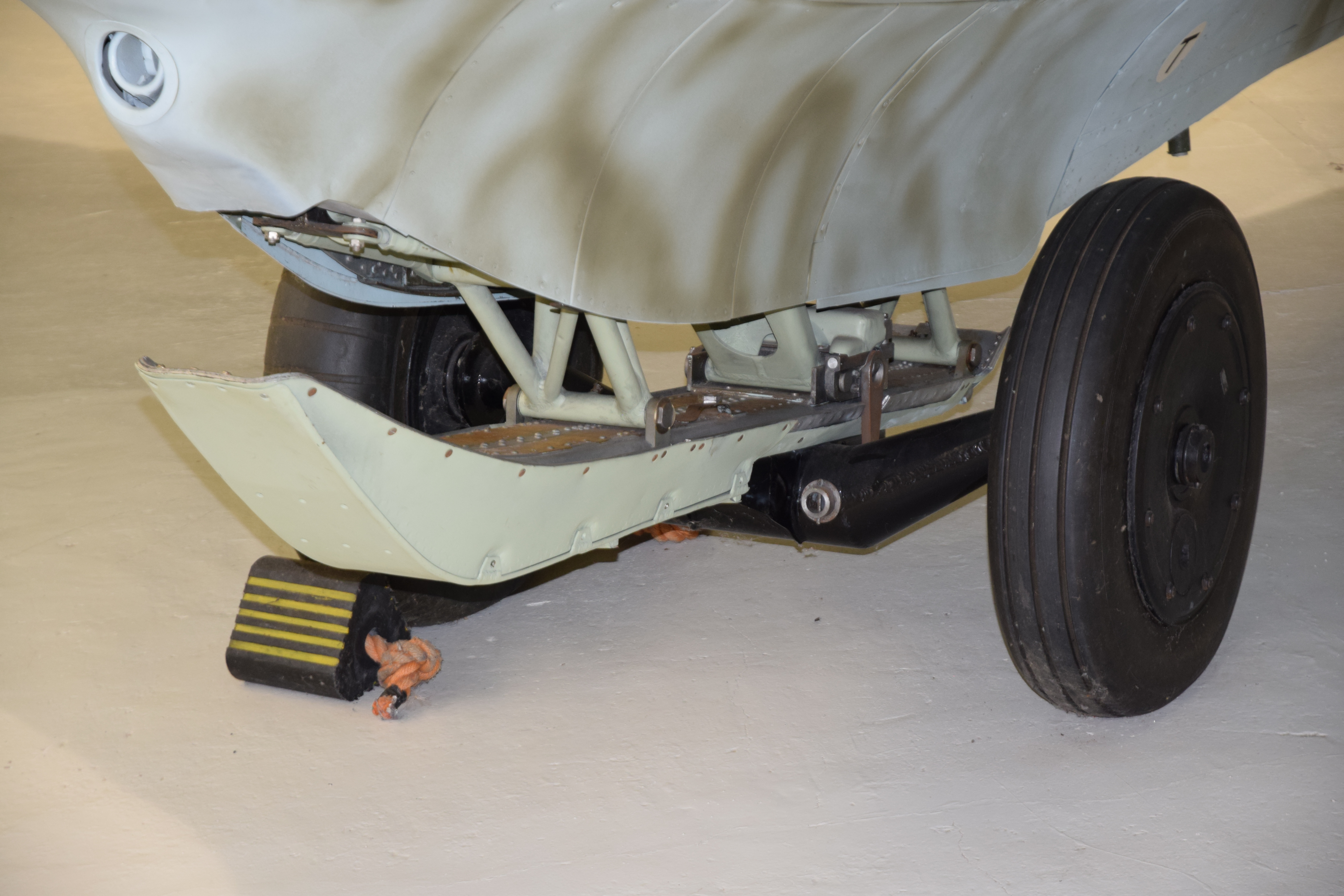
Messerschmitt Me 163 mit Rollwerk und Landekufe

### Schienenfahrzeug
Der Transrapid besitzt Kufen, die im Stillstand auf der Fahrbahn aufliegen und die ihm auch im Fall einer während der Fahrt auftretenden Störung das Ausgleiten und somit den Abbau der Geschwindigkeit bis zum Stillstand ermöglichen.

### Wippen

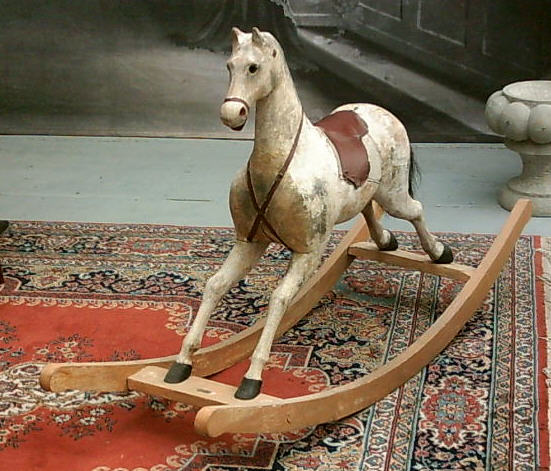
Schaukelpferd

Kufen, die dem Wippen oder Schaukeln dienen, sind kreisförmig gebogen. Sie sind bei Sitzmöbeln wie einem Schaukelstuhl und manchen Spielzeugen wie dem Schaukelpferd das kennzeichnende Konstruktionsmerkmal. Durch rhythmisch schaukelnde Bewegungen, die dem Schwingungsverhalten des Gerätes angepasst sind, kann die durch Reibung und Luftwiderstand bedingte Dämpfung kompensiert werden, sodass hin und her ein andauerndes Wippen möglich ist.